# Фан Ноли
Теофан (Фан) Стилиан Ноли (на албански: Fan Noli; на английски: Fan Noli) е албанско-американски православен духовник, просветен деец, писател, дипломат и политик.

## Биография
Той е роден на 6 януари 1882 година в Ибриктепе, Одринско, като Теофан Стилиан Ноли. През 1908 г. започва да следва в Харвардския университет и го завършва през 1912 г. с бакалавърска степен. По време на престоя си в Америка Ноли влиза в конфликт с местното гръцко духовенство и, заедно със свои съмишленици, обявява създаването на отделна Албанска православна църква, като през 1908 година самият той е ръкоположен за неин пръв свещеник от местен епископ на Руската православна църква.
През следващите години Фан Ноли развива активна дипломатическа дейност в полза на независимостта на Албания, като през 1913 година за пръв път посещава страната. Той оглавява либералното движение Ватра, през 1921 година е избран в албанския парламент и известно време е външен министър. През 1923 година става епископ и застава начело на Албанската православна църква.
През следващата година в продължение на няколко месеца е министър-председател на Албания, но в края на годината Ахмед Зогу се връща на власт и Ноли емигрира първоначално в Италия, а след това в Съединените щати, където получава гражданство и остава до края на живота си. В емиграция се занимава главно с литературна дейност.
Докторска степен Ноли получава в Бостънския университет през 1945 г.
Фан Ноли умира на 13 март 1965 година във Форт Лодърдейл, Флорида.